# Добропољана
Добропољана је насељено место у саставу општине Пашман, у Задарској жупанији, Република Хрватска.

## Географија
Насеље се налази на острву Пашману.

## Историја
До територијалне реорганизације у Хрватској налазила се у саставу старе општине Биоград на Мору.

## Становништво
На попису становништва 2011. године, Добропољана је имала 279 становника.

## Попис1991.
На попису становништва 1991. године, насељено место Добропољана је имало 402 становника, следећег националног састава:
| Попис 1991.‍ | Попис 1991.‍ | Попис 1991.‍ | Попис 1991.‍ | Попис 1991.‍ |
| ----------- | ----------- | ----------- | ----------- | ----------- |
|             |             |             |             |             |
| Хрвати      | Хрвати      |             | 394         | 98,00%      |
| Југословени | Југословени |             | 1           | 0,24%       |
| Словенци    | Словенци    |             | 1           | 0,24%       |
| непознато   | непознато   |             | 6           | 1,49%       |
| укупно: 402 |             |             |             |             |